# Linfoadenopatia cervicale

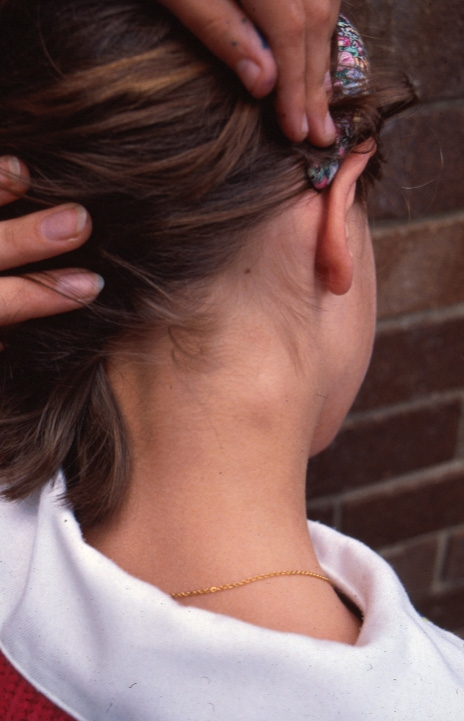
Linfonodo gonfio nel collo a causa della zecca attaccata dietro l'orecchio

La linfoadenopatia cervicale si riferisce alla linfoadenopatia dei linfonodi cervicali (le ghiandole del collo). Il termine linfoadenopatia a rigor di termini si riferisce alla malattia dei linfonodi, sebbene sia spesso usato per descrivere il rigonfiamento dei linfonodi. Allo stesso modo, il termine linfoadenite si riferisce all'infiammazione di un linfonodo, ma spesso è usato come sinonimo di linfoadenopatia. 
La linfoadenopatia cervicale è un segno o un sintomo, non una diagnosi. Le cause sono varie e possono essere infiammatorie, degenerative o neoplastiche. Negli adulti, i linfonodi sani possono essere palpabili (in grado di essere sentiti), nell'ascella, nel collo e nell'inguine. Nei bambini fino all'età di 12 anni i linfonodi cervicali raggiungono la dimensione fino a 1 cm e possono essere palpabili e questo può non significare alcuna malattia. Se i linfonodi guariscono per risoluzione o cicatrici dopo essere stati infiammati, possono rimanere palpabili in seguito. Nei bambini, la linfoadenopatia cervicale più palpabile è reattiva o infettiva. Negli individui di età superiore ai 50 anni, deve essere considerato l'allargamento metastatico dei tumori (più comunemente carcinomi a cellule squamose) del tratto aerodigestivo. 

## Classificazione

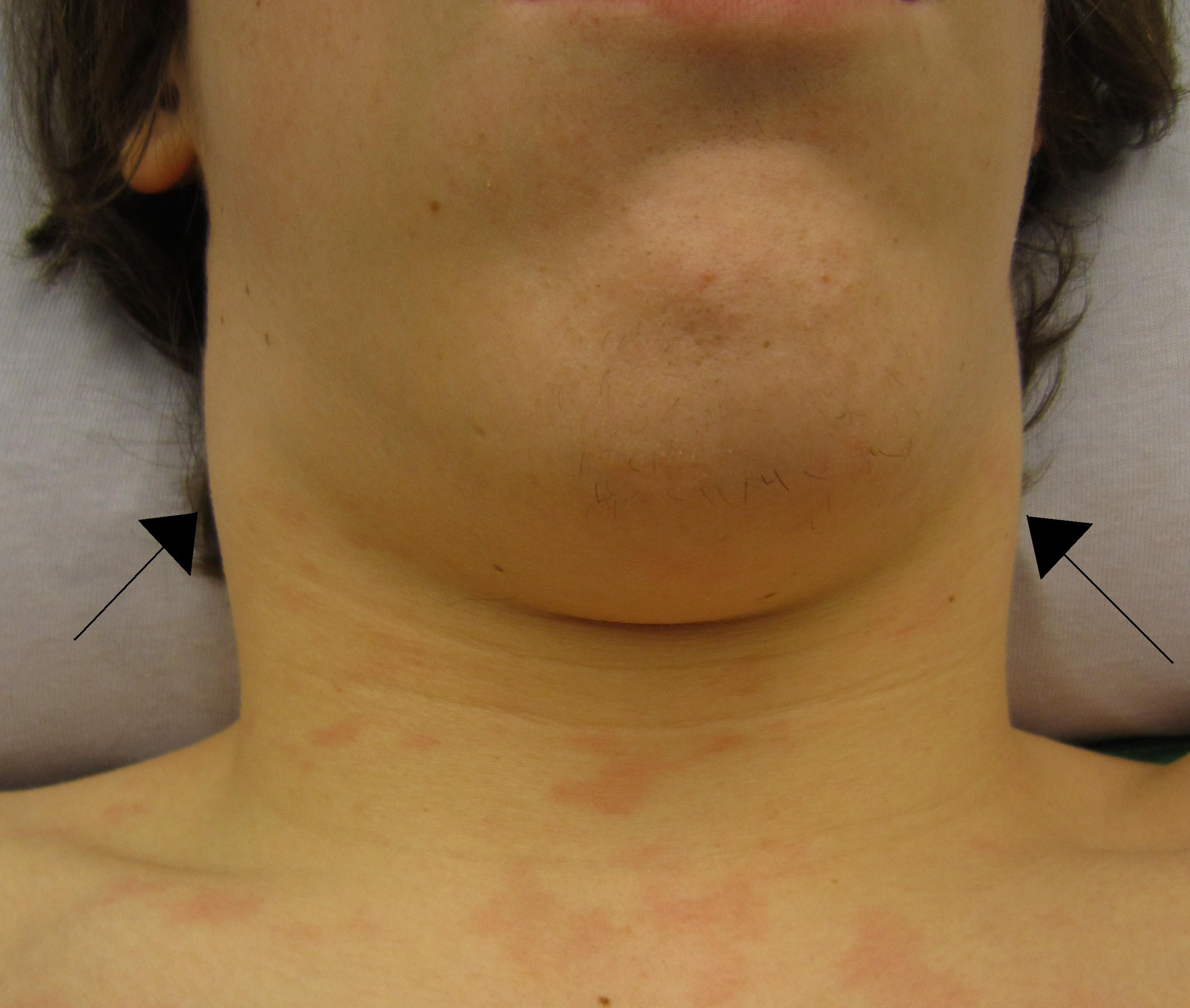
Linfoadenopatia cervicale in un individuo con mononucleosi infettiva

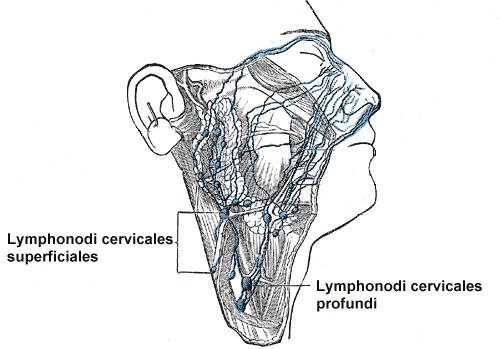
Linfonodi nel collo

La linfoadenopatia cervicale può essere considerata locale se sono interessati solo i linfonodi cervicali o generale se sono interessati tutti i linfonodi del corpo. 

## Le cause

### Infezione
- Pericoronite
- Linfoadenite da stafilococco[1]
- Linfoadenite micobatterica
- Rosolia
- Febbre da graffio di gatto
- Mononucleosi infettiva[5]
- Faringite streptococcica
- Infezione respiratoria virale
- Toxoplasmosi[6]
- Tubercolosi
- Brucellosi[7]
- Infezione primaria da herpes simplex (gengivostomatite erpetica primaria)
- Sifilide (secondaria)
- Citomegalovirus
- Virus dell'immunodeficienza umana
- Istoplasmosi[8]
- Varicella

### Malignità
I linfonodi possono ingrossarsi in caso di malattia maligna. Questa linfoadenopatia cervicale può essere reattiva o metastatica. In alternativa, i linfonodi ingrossati possono rappresentare una neoplasia primaria del sistema linfatico stesso, come il linfoma (sia di Hodgkin che non-Hodgkin), leucemia linfocitaria.
I linfonodi metastatici si ingrossano perché le cellule tumorali si sono staccate dal tumore primario e hanno iniziato a crescere nel linfonodo ("seminato"). Poiché il cancro si verifica generalmente più frequentemente nelle persone anziane, questo tipo di linfoadenopatia è più comune nelle persone anziane. I linfonodi metastatici tendono a sentirsi duri e possono essere fissati ai tessuti sottostanti e possono essere o meno morbiti al tatto.  Di solito i linfonodi che drenano direttamente l'area del cancro sono influenzati dalla diffusione (ad esempio a volte il linfonodo cervicale metastatico viene rilevato prima del cancro principale). In tali casi, questa scoperta porta a una ricerca della neoplasia primaria, in primo luogo nella zona vicina con endoscopia, biopsie "cieche" e tonsillectomia sul lato della linfoadenopatia. Se non viene trovato alcun tumore, viene esaminato il resto del corpo, alla ricerca di cancro ai polmoni o altri possibili siti. Se non viene ancora rilevato alcun tumore primario, viene utilizzato il termine "primario occulto".
Nel linfoma, di solito ci sono più linfonodi ingrossati che sembrano gommosi alla palpazione.
- Rabdomiosarcoma
- Neuroblastoma

### Altre cause
- Trauma chirurgico, ad esempio a seguito di una biopsia in bocca[4]
- Malattia di Kawasaki,[8]
- Malattia di Kikuchi-Fujimoto
- Malattia di Rosai-Dorfman
- Malattia di Castleman
- Sarcoidosi[1]
- Lupus eritematoso[6]
- Neutropenia ciclica
- Granulomatosi orofacciale[9]

## Diagnosi
Nella possibile malignità, è di routine eseguire un esame della gola che comprende di solito l'endoscopia.
Sull'ecografia, viene rappresentata la morfologia dei linfonodi, mentre il ecografia Doppler può valutare lo stato vascolare. Le funzionalità di imaging sono in grado di distinguere metastasi e linfoma e mostrano dimensioni, forma, calcificazione, perdita di architettura ilare e necrosi intranodale.  L'edema dei tessuti molli e la stuoia nodale nell'imaging suggeriscono una linfoadenite cervicale tubercolare o una precedente radioterapia. Il monitoraggio seriale della dimensione nodale e della vascolarizzazione sono utili per valutare la risposta al trattamento.
L'agobiopsia (FNAC) ha una percentuale di sensibilità e specificità dell'81% e del 100%, rispettivamente, nell'istopatologia della linfoadenopatia cervicale maligna. La PET ha dimostrato di essere utile per identificare i carcinomi primari occulti della testa e del collo, specialmente se applicato come strumento di guida prima della panendoscopia e può portare a decisioni cliniche correlate al trattamento fino al 60% dei casi.